# جيمس جوزيف مالون
جيمس جوزيف مالون (بالإنجليزية: James Joseph Malone)‏ هو مهندس أسترالي، (و. 1883  م).